# Сапега, Юзеф Франтишек
Юзеф Франтишек Сапега (1679 — 11 апреля 1744, Пратулин) — государственный и военный деятель Великого княжества Литовского, генерал-майор литовских войск (1708), подскарбий надворный литовский (1713—1744).

## Биография
Представитель чарейско-ружанской линии литовского магнатского рода Сапег герба «Лис», второй сын конюшего великого литовского Франтишека Стефана Сапеги (ок. 1646—1686) и Анны Кристины Любомирской (ум. 1701). Имел братьев Яна Казимира и Ежи Фелициана.
Весной 1697 года был избран послом (депутатом) на элекционный сейм от Берестейского воеводства, затем отправился в путешествие под странам Западной Европы. В том же 1697 году учился в университете Граца (Австрия), затем посетил Баварию, Францию, Голландию, Испанию и Турцию (Стамбул). В 1701 году вернулся из-за границы на родину.
В начале Великой Северной войны (1700—1721) Юзеф Франтишек Сапега придерживался нейтралитета, но в 1706 году перешел на сторону Станислава Лещинского, который в 1708 году сделал его генерал-майором литовской армии. В 1709 году после поражения и изгнания Станислава Лещинского перешел на сторону законного польского короля Августа Сильного, который лишил его чин генерал-майора. В 1710 году, чтобы примириться с могущественным родом Сапег, Август Сильный который вернул ему чин генерал-майора, а в 1713 году передал ему должность подскарбия надворного литовского. В 1717 году был награждён Орденом Белого Орла.
В 1716 году подскарбий надворный литовский Юзеф Франтишек Сапега был одним из активных участником Виленской конфедерации, созданной против Августа Сильного. В 1720 — начале 1730-х годов находился в рядах антисаксонской оппозиции в Великом княжестве Литовском.
В 1733 году после смерти Августа Сильного Юзеф Франтишек Сапега поддержал кандидатуру Станислава Лещинского на польский королевский престол и безуспешно пртендовал на должность региментария. В 1734 году — полномочный комиссар в Дзиковской конфедерации, созданной сторонниками Станислава Лещинского для борьбы против русской и саксонской армий. В 1735 году участвовал в военных акциях конфедерации в Подолии, был посредником в переписке Станислава Лещинского с крымским ханом Каплан Гераем. В том же 1735 году в пограничной крепости Окопы Святой Троицы сформировал дивизию, сохранившую верность С. Лещинскому. В следующем 1736 году Юзеф Франтишек Сапега признал королём Речи Посполитой Августа III Веттина, стремясь получил звание сенатора. В конце жизни сблизился с Радзивиллами, выступал за примирение между Сапегами и Радзивиллами.
После продолжительной болезни скончался 11 апреля 1744 года в Пратулине (Берестейский повет).

## Семья
В 1709 году женился на Кристине Браницкой (ум. 1761), дочери воеводы подляшского Стефана Николая Браницкого (ум. 1709) и Катаржины Схоластики Сапеги (ум. 1720), от брака с которой имел сына и дочь:
- Тадеуш Сапега
- Тереза Сапега (ум. до 1784), 1-й муж с 1739 года хорунжий великий литовский Иероним Флориан Радзивилл (1715—1760), 2-й муж с 1752 года подчаший великий литовский Иоахим Потоцкий (1725—1791).